# Ileana Silai
Ileana Gergely-Silai, romunska atletinja, * 14. oktober 1941, Cluj-Napoca, † 27. junij 2025.
Nastopila je na poletnih olimpijskih igrah v letih 1968, 1972, 1976 in 1980, leta 1968 je osvojila naslov olimpijske podprvakinje v teku na 800 m, ob tem je dosegla še šesto mesto v isti disciplini in osmo v teku na 1500 m. Na evropskih dvoranskih prvenstvih je osvojila naslov prvakinje v teku na 1500 m leta 1978 ter podprvakinje v teku na 800 m v letih 1971 in 1972. Leta 1979 je prejela osemmesečno prepoved nastopanja zaradi dopinga.